# Mohamed Fahmy
Mohamed Fadel Fahmy (en árabe: محمد فهمي فاضل; nacido el 27 de abril de 1974) es un periodista y autor canadiense. 

## Biografía
Fahmy ha trabajado extensamente en el Oriente Medio, sobre todo para la CNN. Cubrió la Operación Libertad en 2003 por el diario Los Angeles Times y entró en Irak en el primer día de la guerra. Al término de su misión de un año, fue autor de su primer libro, Bagdad Bound. Más recientemente, cubrió la Primavera Árabe. 
En septiembre de 2013, aceptó un nuevo cargo como Jefe de la Oficina Internacional de Al Jazeera English con sede en Egipto. El 29 de diciembre, él y otros dos periodistas de Al Jazeera, Peter Greste y Baher Mohammad, fueron detenidos por las autoridades egipcias. El 23 de junio de 2014, Fahmy fue declarado culpable por el Tribunal Penal de El Cairo y condenado a 7 años de encarcelamiento en la prisión de Tora, una prisión de máxima seguridad.
El 1 de enero de 2015, la Corte de Apelaciones anunció un nuevo juicio para Fahmy, Mohammad y Greste. No se le concedió libertad bajo fianza.
El Presidente de Egipto, Abdelfatah Al-Sisi indultó el 23 de septiembre de 2015 al periodista canadiense, otros reporteros y cientos de activistas de la oposición por motivos de la fiesta muslmana del Hajj y antes de la ir a la Asamblea General de las Naciones Unidas.